# Sávos tőkehal
A sávos tőkehal (Pollachius pollachius) a csontos halak (Osteichthyes) főosztályának a sugarasúszójú halak (Actinopterygii) osztályába, ezen belül a tőkehalalakúak (Gadiformes) rendjébe és a tőkehalfélék (Gadidae) családjába tartozó faj.
A Pollachius halnem típusfaja.

## Előfordulása
A sávos tőkehal az Észak-Atlanti-óceánban él; Izlandtól a Feröer-szigetekig és Norvégiáig, délen pedig a Vizcayai-öbölig. Ezt a halat már a Balti-tengerben is észrevették Lengyelország, Lettország és Észtország közelében.

## Megjelenése

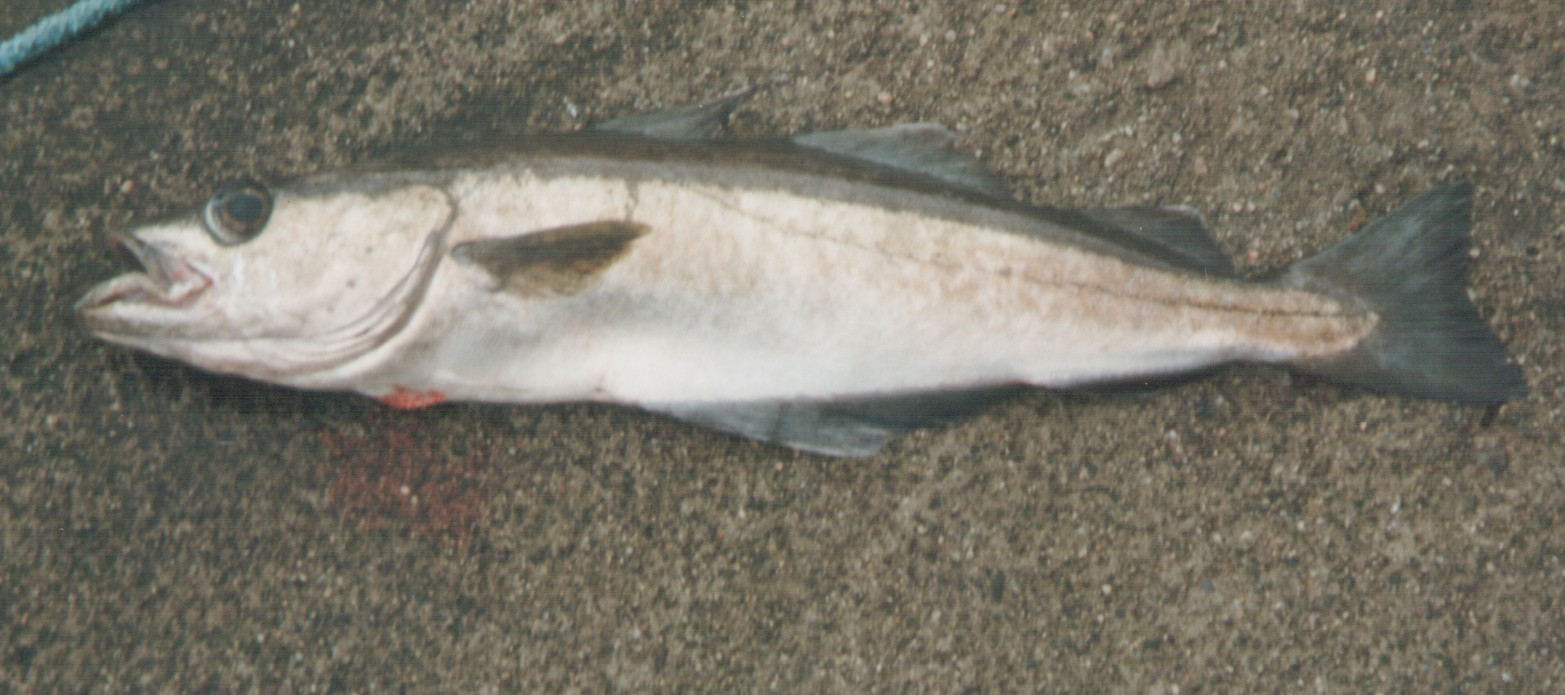
Kifogott példány

Általában 75 centiméter hosszú, de akár 130 centiméteresre is megnőhet. Legfeljebb 18,1 kilogramm súlyú. 52-55 csigolyája van. Az alsó állkapcsa hosszabb, mint a felső állcsont. Az állán nincsen tapogatószála. Az oldalvonal az egész test hosszában húzódik, de a mellúszóknál ívet ír le. A mellúszók tövénél nincs fekete pont. A hátúszók között nincs nagy rés; ugyanígy a farok alatti úszók esetében is. Fején érzékelő pórusok vannak. Színezete változó. Háti része sötét, oldalai és hasa ezüstös-szürkék. Testének felső részén sárga vagy narancssárga sávok vagy foltok láthatók. Az oldalvonal zöldes. Mindegyik úszója egyformán sötét, kivéve a mellúszókat, amelyek sárgásak.

## Életmódja
Ez a mérsékelt övi tengeri hal 200 méteres mélységekbe is leúszik, azonban, csak 40-100 méteres mélységekben tartózkodik. Az ivadék életének első 2-3 évét a partok közelében tölti; algák és repedésekben meghúzódva. A folyótorkolatokba is beúszik. Gyakran rajokba verődik, és a fekete tőkehallal (Pollachius virens) is társul; de magányosan is látható.
A „hangoskodó halak” közé sorolják, mivel képes többféle hangot is kiadni. Főleg az ivadék „hangoskodik” táplálkozás közben.
Legfeljebb 8 évig él.

## Szaporodása
A sávos tőkehal az ívási időszakban nagy rajokat alkot. Lehet, hogy vándorol is.

## Felhasználása
Ez a hal gazdaságilag nem olyan értékes, mint a fekete tőkehal és az atlanti tőkehal (Gadus morhua), azonban szárítva igen jó ízű. A legtöbbször véletlenül kerül a hálókba, a két másik hal halászatakor. A sporthorgászok kedvelik.